# Канат (пьеса)
«Канат» (лат. Rudens) — комедия-паллиата римского драматурга Тита Макция Плавта, время написания которой неизвестно. Греческим оригиналом для автора в этом случае была одна из пьес Дифила, но какая именно, неясно. Есть мнения в пользу «Дорожной сумки» и «Тяжущихся»
Канат, фигурирующий в названии пьесы, играет важную роль в сюжете: с его помощью герои вытаскивают из моря корзину сводника, обитую кожей.